# Kazy Lambist
Pour les articles homonymes, voir Dubreucq.
Kazy Lambist, nom de scène d’Arthur Dubreucq, né en 1992 à Montpellier,,,, est un auteur-compositeur-interprète français.

## Biographie

### Débuts (2010—2015)
Arthur Dubreucq naît en 1992 à Montpellier, en France. Enfant, il pratique pendant sept ans le piano classique avec une professeure particulière,. Adolescent, il apprend la guitare et joue  dans un groupe de rock,.
À l'âge de 17 ans, il part pour un an à Smithers, en Colombie-Britannique, au Canada, dans le cadre d'un échange scolaire ; il y intègre un groupe de jazz dans lequel il joue de la guitare,. C'est à cette période qu'il adopte le pseudonyme de Kazy Lambist, du nom d'un alcool local. Cette expérience forte agit comme un déclic. Ne pouvant chanter du fait de son niveau d’anglais encore insuffisant à l’époque, il décide de faire des boucles à partir des instruments et découvre alors un peu plus les possibilités offertes par les machines et le logiciel de son[réf. nécessaire]. De là vient peu à peu son goût pour l’electro qu’il développera en France. 
À son retour, ses compositions prennent un tour concret avec la mise en ligne dès 2011 de titres sur SoundCloud afin de les partager avec ses amis. Sur leurs conseils insistants, il contacte Radio Nova qui valide l’idée et diffuse l’un de ses titres, Headson (feat. LC Elo). Un clip est tourné dans la foulée de façon artisanale sur les fonds personnels de l’artiste. En 2013-2014, tournant important, il amorce sa collaboration avec Lara Pitten aka Amouë comme interprète et avec Amaury Giraud comme bassiste. Montpelliérains comme lui, Amouë, devenue depuis sa chanteuse fétiche, et Amaury, multi-instrumentiste, l’accompagnent systématiquement en concert. Cette époque est marquée par la composition de deux singles, Big Fish et Doing Yoga. Ces deux titres donnent une nouvelle dimension au groupe d’autant que le label Opening Light s’y intéresse[réf. nécessaire].

### Révélation (2015—2018)
Véritablement adopté par Radio Nova, son titre Doing Yoga passe sur les ondes de façon régulière et devient son titre signature. Les Inrockuptibles le suivent également de près : convié au concours les inRocks Lab 2015, Kazy Lambist se présente aux auditions régionales au Rockstore à Montpellier le 26 mars puis enchaîne avec l’épreuve de sélection des finalistes à la Gaîté-Lyrique. Admis en finale, celle-ci se déroule à Paris le 19 septembre (salle du Trianon) ; Kazy Lambist remporte le prix du public de la douzième édition des inRocks Lab ce qui contribue à le mettre davantage en lumière. A cette occasion, il chante On You, son nouveau single, qui par la suite est largement diffusé par Virgin Radio. La même année, Kazy Lambist est reçu sur France 5 dans l’émission C à vous en avril, puis sur Canal+ au Le Petit Journal en octobre. Il est encensé par le réalisateur oscarisé Guillermo del Toro et la réalisatrice anglaise Ana Lily Amirpour.
Outre la victoire aux inRocks Lab, cette réussite se concrétise par la sortie en 2016 d’un premier EP, The Coast, en format numérique et sous vinyle le 13 mai puis en CD le 26 aout. Comptant 6 titres, ce mini album est produit par le label Cinq 7. On You est bien sûr le titre phare de ce premier EP, morceau rapidement accompagné d’un clip diffusé sur YouTube qui comptabilise aujourd’hui plus de 2 millions de vues. A l’occasion de la sortie de cet EP, Kazy Lambist est convié par Virgin Radio pour un live vidéo. Il entame alors une première tournée en France et pour quelques dates à l’étranger : concert à La Maroquinerie (juillet 2016), Istanbul, et Tel Aviv. Fin 2016, Kazy Lambist sort un nouveau single, On Fire à la demande du Perchoir ; ce bar branché de quartier de Ménilmontant, nid de la scène émergente française, enregistre une première compilation, Ten Birds, et a sélectionné a cet effet dix jeunes artistes dont Kazy Lambist. Ce titre sera remixé  en 2018 par l'artiste électro Saint Michel. 2017 est une année de transition et de préparation d’un album.

### Confirmation (depuis 2018)
Un deuxième EP, The City, sort le 26 février 2018 sous format numérique. Produit par le label Cinq 7, il compte 4 titres dont Love Song, en collaboration avec Glasses, moitié du groupe Sage, mais aussi Annecy, carte postale douce et mélancolique sur les souvenirs heureux de l’enfance. Kazy Lambist assure quelques dates de concert ; ainsi, en avril, il passe à la Gaîté-Lyrique à Paris et au Rockstore à Montpellier. Le créateur Jean-Charles de Castelbajac qui apprécie son travail lui propose une collaboration ; Kazy Lambist compose la bande sonore de Dessin-Destin, l’exposition de JCDC à La Panacée de Montpellier, ce projet débouchant sur un vinyle dont JCDC a dessiné la pochette à l’occasion du Disquaire Day. Le Montpelliérain n’a que 25 ans.
Son premier album, 33 000 Ft., sort le 8 juin 2018 en format CD et vinyle ; produit une nouvelle fois par Cinq 7, il compte 15 titres dont 3 interludes. On retrouve 3 des 4 titres de l’EP et de nouvelles créations : Away, Orion, Do You, The Essential, Shutdown… L’ambition de Kazy Lambist en général et avec cet album en particulier est de faire voyager les gens ; d’où le titre de l’album (33 000 Ft. est l’altitude de croisière des longs courriers) mais aussi le symbole du coquillage figurant sur la pochette des EP précédents. Par ailleurs, Arthur Dubreucq est lui-même fan d’aviation. Kazy Lambist est l’invité du Figaro Live Musique le 27 juin 2018, reçu par la télévision Wéo Hauts-de-France et Laurent Dereux. Il lance une nouvelle tournée en France et en Europe, à l'occasion de laquelle il enregistre le titre Work avec la chanteuse portugaise Pongo. La tournée se termine par Le Trianon à Paris le 28 novembre 2018. La même année, Love Song est remixé par Kid Francescoli.
En 2019, paraît un nouveau single, Tous les jours, en collaboration avec le saxophoniste Jowee Omicil et l’habituelle Amouë. Un nouvel EP, Sky Kiss, sort le 7 février 2020. Comptant 4 titres, il marque les retrouvailles de Kazy Lambist et du producteur Glasses, un fidèle de l’univers de Kazy Lambist, qui apporte sa marque aux deux premiers titres notamment à Oh My God, titre phare de l’EP. Oh My God est remixé par S+C+A+R+R dès sa sortie. L’EP est également marqué par la voix d'Amouë créditée d’un titre (Dei) mais aussi par une collaboration avec Jean-Benoît Dunckel du groupe Air pour le titre Sky Kiss.

## Discographie

### Singles
- 2011 : Headson (feat. LC Elo)
- 2014 : Big Fish (feat. Amouë)
- 2015 : Doing Yoga
- 2015 : On You
- 2016 : On Fire
- 2017 : Be Yourself
- 2017 : Be Yourself (extended mix)
- 2017 : The essential
- 2017 : Shutdown
- 2018 : Work (feat. Pongo)
- 2019 : Tous les jours (feat. Jowee Omicil et Amouë)
- 2020 : A Night In The Box
- 2022 : Nasty (feat. Tutti Fenomeni)
- 2023 : Many Lives avec Courrier Sud
- 2024 : Lost (feat. Amouë)
- 2024 : Nirvana (feat. Julietta)
- 2024 : Mustang (feat. Nelly Lawson)

Titres diffusés sur SoundCloud
- 2010 : Nuit d'hiver
- 2011 : Headson
- 2012 : My chérie d'amour

### Remixes
- 2012 : Notorious B.I.G. - Bullshit and Party
- 2013 : Sarah Blasko - All I want
- 2014 : Kohann - Dis on
- 2015 : Moi Je  - Profite
- 2015 : Moi Je  - Fais rien
- 2018 : Ruby Cube  - Precious stone
- 2018 : Minuit (groupe français)  - Paris Tropical
- 2018 : Futuro Pelo  - On & On
- 2021 : Jowee Omicil, Randy Kerber - Acacia
- 2021 : Lass - De Tu Tago
- 2024 : Poppy Fusée - It's Over

## Filmographie

### Clips
| Album ou EP | Titre          | Mise en ligne    | Réalisation                                         |
| ----------- | -------------- | ---------------- | --------------------------------------------------- |
| Single      | Headson        | 28 décembre 2012 | Anti Premier Records                                |
| Single      | Big Fish       | 5 octobre 2014   | Atelier K-Plan - Jean-Charles Charavin              |
| Doing Yoga  | Doing Yoga     | 29 juin 2015     | Opening Light (support : Le Point)                  |
| The Coast   | On You         | 11 mai 2016      | Atelier K-Plan - Jean-Charles Charavin              |
| The City    | Be Yourself    | 8 novembre 2017  | Thomas Bercheux @ Hek - Mateusz Bialecki            |
| 33 000 Ft.  | Love Song      | 5 mars 2018      | INCENDIE Films - Jean-Charles Charavin              |
| 33 000 Ft.  | Annecy         | 4 octobre 2018   | MOON Films - Mateusz Bialecki                       |
| Single      | Tous les jours | 14 mai 2019      | Left Production - Alejo Restrepo                    |
| Sky Kiss    | Oh My God      | 17 janvier 2020  | Marnie Production - Le Crabe                        |
| Sky Kiss    | Twitch         | 30 octobre 2020  | INCENDIE Films - Jean-Charles Charavin et Hugo Jean |
| Single      | Nasty          | 22 juin 2022     | INCENDIE Films - Jean-Charles Charavin              |
| Moda        | Nirvana        | 1er mars 2024    | Tamina Manganas                                     |
| Moda        | Cinemed        | 5 avril 2024     | Louise Le Meur                                      |
| Moda        | Mustang        | 21 mai 2024      | Maya Albanese                                       |
| Moda        | Moda Disko     | 21 juin 2024     | Maya Albanese                                       |

### Sessions
- Décembre 2014 : Tennessee Studios de Montpellier (Sick of Roaming) ;
- Avril 2015 : C à Vous (Doing Yoga)
- Octobre 2015 : Le Petit Journal (On You)
- Mai 2016 : Virgin Radio (All I Wanna Do, On You) ;
- Juin 2018 : Figaro Live Music (Love Song, The Essential) ;
- Avril 2021 : Les Essentiels Live Music (set complet) ;
- Septembre 2022 : Tuesday TV at Villa Cavrois (set complet) ;
- Septembre 2023 : IGA Istanbul Airport TV (set complet)

## Distinctions
- Lauréat du prix du public découvertes des Inrocks Lab 2015 (vainqueur de la 12ème édition)
- 2023 : 5 singles d'or pour Headson, Doing Yoga, Annecy, Work et On You
- 2024 : 1 single de platine pour Love Song